# I Cartonissimi
I Cartonissimi è stato un programma televisivo italiano per ragazzi e un contenitore di cartoni animati spin-off di Bim bum bam, andato in onda in due occasioni sulle reti Mediaset, assumendo due vesti diverse tra loro.

## Il programma
Il programma fu trasmesso per la prima volta su Italia 1 dal 4 al 27 giugno 1985, ogni martedì, giovedì e sabato alle ore 20:00, all'interno della fascia preserale della rete che negli anni ottanta era tipicamente dedicata ai cartoni animati. I Cartonissimi era condotto da Paolo Bonolis e Uan e ogni puntata riassumeva ironicamente una delle serie animate in onda nello stesso periodo su Bim bum bam, mostrandone alcuni spezzoni.
Dopo la cessazione della fascia dei "cartoni delle 20:00" su Italia 1 a partire dall'estate 1991, una nuova versione de I Cartonissimi fu trasmessa dal 26 agosto al 28 dicembre 1991, tutti i giorni dalle 19:00 alle 19:40 su Rete 4. Il programma si presentava ora simile agli altri contenitori per ragazzi dei canali Fininvest: era condotto da Marta Iacopini, Guido Cavalleri, Pasquale Finicelli e Marco Bellavia, e ogni puntata includeva un episodio di una serie animata e un gioco telefonico. Nel primo mese di trasmissioni vennero proposti Lady Oscar (con la seconda versione della sigla Una spada per Lady Oscar, cantata da Cristina D'Avena) e gli ultimi 12 episodi dell'anime Il mistero della pietra azzurra. In seguito vennero trasmessi in prima visione Cristina, l'Europa siamo noi, quarta serie dei telefilm che avevano come protagonista Cristina D'Avena, e la serie animata Il libro della giungla.
Successivamente l'allora gruppo Fininvest decise di rinunciare ai cartoni animati in fascia preserale e il programma non fu riproposto. La fascia preserale di Rete 4 sarà nuovamente occupata dalle serie animate dal 5 febbraio 1996 al 2 gennaio 1999 con il contenitore Game Boat.